# Hancock, New Hampshire
Hancock är en kommun (town) i Hillsborough County i delstaten New Hampshire, USA med 1 654 invånare (2010). 